# Liste des joueurs de NBA avec 23 passes décisives et plus sur un match
Cet article est la liste des joueurs de NBA avec 23 passes décisives et plus sur un match NBA.

## Explications
23 joueurs ont réalisé 23 passes décisives et plus en un match. Cette performance a été réalisée à 46 reprises dans l'histoire de la NBA. Elle a été accomplie par John Stockton dix fois, Kevin Porter et Magic Johnson six fois, Rajon Rondo trois fois, Guy Rodgers et Isiah Thomas à deux reprises chacun. Magic Johnson, John Stockton et Steve Nash sont les seuls joueurs à avoir donné au moins 23 passes décisives lors d'un match de playoffs.

## Classement
|  | Joueur NBA en activité                          |
|  | Joueur intronisé au Basketball Hall of Fame     |
|  | Performance réalisée durant un match de playoff |
|  | Match perdu par l'équipe du joueur              |

| Passes décisives | Joueur                | Équipe                          | Date             | Adversaire                | Score   | Min | Pts | Reb | Int | Ctr | Notes                                                                                         |
| ---------------- | --------------------- | ------------------------------- | ---------------- | ------------------------- | ------- | --- | --- | --- | --- | --- | --------------------------------------------------------------------------------------------- |
| 30               | Scott Skiles          | Magic d'Orlando                 | 30 décembre 1990 | Nuggets de Denver         | 155-116 | 44  | 22  | 6   | 2   | 0   | 14 passes en 1re mi-temps, 10 passes dans le 3e quart-temps, 6 passes dans le 4e quart-temps. |
| 29               | Kevin Porter          | Nets du New Jersey              | 24 février 1978  | Rockets de Houston        | 126-112 | 48  | 14  | 5   |     |     |                                                                                               |
| 28               | Bob Cousy             | Celtics de Boston               | 27 février 1959  | Lakers de Minneapolis     | 173-139 | 45  | 31  | 5   |     |     | 19 passes en une mi-temps, record NBA.                                                        |
| 28               | Guy Rodgers           | Warriors de San Francisco       | 14 mars 1963     | Hawks de Saint Louis      | 109-114 | 48  | 14  | 5   |     |     |                                                                                               |
| 28               | John Stockton         | Jazz de l'Utah                  | 15 janvier 1991  | Spurs de San Antonio      | 124-102 | 39  | 20  | 3   | 8   | 0   |                                                                                               |
| 27               | Geoff Huston          | Cavaliers de Cleveland          | 27 janvier 1982  | Warriors de Golden State  | 110-106 | 46  | 24  | 1   |     |     |                                                                                               |
| 27               | John Stockton (2)     | Jazz de l'Utah                  | 19 décembre 1989 | Knicks de New York        | 107-115 | 36  | 18  | 3   | 2   | 0   |                                                                                               |
| 26               | John Stockton (3)     | Jazz de l'Utah                  | 14 avril 1988    | Trail Blazers de Portland | 123-128 | 45  | 17  | 3   | 2   | 0   |                                                                                               |
| 25               | Ernie DiGregorio      | Braves de Buffalo               | 1er janvier 1974 | Trail Blazers de Portland | 120-119 | 48  | 20  | 9   |     |     | Record pour un rookie (partagé avec Nate McMillan).                                           |
| 25               | Kevin Porter (2)      | Pistons de Détroit              | 9 mars 1979      | Celtics de Boston         | 160-119 | 37  | 30  | 3   |     |     |                                                                                               |
| 25               | Kevin Porter (3)      | Pistons de Détroit              | 4 janvier 1979   | Suns de Phoenix           | 105-116 | 46  | 13  | 3   |     |     |                                                                                               |
| 25               | Isiah Thomas          | Pistons de Détroit              | 13 février 1985  | Mavericks de Dallas       | 124-119 | 41  | 23  | 5   | 2   | 0   |                                                                                               |
| 25               | Nate McMillan         | Supersonics de Seattle          | 23 février 1987  | Clippers de Los Angeles   | 124-112 | 41  | 8   | 8   | 1   | 4   | Record pour un rookie (partagé avec Ernie DiGregorio).                                        |
| 25               | Kevin Johnson         | Suns de Phoenix                 | 6 avril 1994     | Spurs de San Antonio      | 107-95  | 41  | 16  | 3   | 0   | 0   |                                                                                               |
| 25               | Jason Kidd            | Mavericks de Dallas             | 8 février 1996   | Jazz de l'Utah            | 136-133 | 49  | 20  | 4   | 4   | 0   |                                                                                               |
| 25               | Rajon Rondo           | Pelicans de La Nouvelle-Orléans | 27 décembre 2017 | Nets de Brooklyn          | 128-113 | 30  | 2   | 7   | 1   | 0   | Record de franchise                                                                           |
| 24               | Guy Rodgers (2)       | Bulls de Chicago                | 21 décembre 1966 | Knicks de New York        | 110-107 |     | 18  |     |     |     |                                                                                               |
| 24               | Kevin Porter (4)      | Bullets de Washington           | 23 mars 1980     | Pistons de Détroit        | 119-114 | 44  | 12  | 1   |     |     |                                                                                               |
| 24               | John Lucas            | Spurs de San Antonio            | 15 avril 1984    | Nuggets de Denver         | 157-154 | 28  | 0   | 0   | 2   | 0   | 14 passes dans le 2e quart-temps, record NBA.                                                 |
| 24               | Magic Johnson         | Lakers de Los Angeles           | 15 mai 1984      | Suns de Phoenix           | 118-102 | 38  | 6   | 7   | 5   | 2   | Record pour un match de playoffs NBA.                                                         |
| 24               | Isiah Thomas (2)      | Pistons de Détroit              | 7 février 1985   | Bullets de Washington     | 126-128 | 50  | 25  | 10  | 2   | 1   | Double prolongations, triple double.                                                          |
| 24               | John Stockton (4)     | Jazz de l'Utah                  | 17 mai 1988      | Lakers de Los Angeles     | 109-111 | 48  | 23  | 3   | 5   | 0   | Record pour un match de playoffs NBA.                                                         |
| 24               | John Stockton (5)     | Jazz de l'Utah                  | 3 janvier 1989   | Rockets de Houston        | 102-104 | 45  | 26  | 1   | 6   | 0   |                                                                                               |
| 24               | Magic Johnson (2)     | Lakers de Los Angeles           | 17 novembre 1989 | Nuggets de Denver         | 119-105 | 40  | 24  | 8   | 6   | 1   |                                                                                               |
| 24               | Magic Johnson (3)     | Lakers de Los Angeles           | 9 janvier 1990   | Suns de Phoenix           | 118-121 | 45  | 24  | 6   | 2   | 2   | Après prolongation.                                                                           |
| 24               | Ramon Sessions        | Bucks de Milwaukee              | 14 avril 2008    | Bulls de Chicago          | 135-151 | 44  | 20  | 8   | 1   | 1   | Rookie.                                                                                       |
| 24               | Rajon Rondo (2)       | Celtics de Boston               | 29 octobre 2010  | Knicks de New York        | 105-101 | 45  | 10  | 10  | 1   | 0   | Triple double.                                                                                |
| 24               | Russell Westbrook     | Thunder d’Oklahoma City         | 10 janvier 2019  | Spurs de San Antonio      | 147-154 | 49  | 24  | 13  | 2   | 0   | 2 prolongations, triple double.                                                               |
| 24               | Russell Westbrook (2) | Wizards de Washington           | 3 mai 2021       | Pacers de l'Indiana       | 154-141 | 39  | 14  | 21  | 1   | 1   | Triple double.                                                                                |
| 23               | Jerry West            | Lakers de Los Angeles           | 1er février 1967 | 76ers de Philadelphie     | 143-133 |     | 24  | 6   |     |     |                                                                                               |
| 23               | Kevin Porter (5)      | Pistons de Détroit              | 27 décembre 1978 | Rockets de Houston        | 131-119 | 41  | 20  | 3   |     |     |                                                                                               |
| 23               | Kevin Porter (6)      | Pistons de Détroit              | 30 mars 1979     | Lakers de Los Angeles     | 113-124 | 43  | 15  | 3   |     |     |                                                                                               |
| 23               | Nate Archibald        | Celtics de Boston               | 5 février 1982   | Nuggets de Denver         | 145–144 | 38  | 15  | 4   |     |     |                                                                                               |
| 23               | Magic Johnson (4)     | Lakers de Los Angeles           | 21 février 1984  | SuperSonics de Seattle    | 128–112 | 36  | 9   | 5   | 2   | 0   |                                                                                               |
| 23               | Magic Johnson (5)     | Lakers de Los Angeles           | 3 mai 1985       | Trail Blazers de Portland | 130–126 | 41  | 13  | 7   | 1   | 0   | 15 passes en une mi-temps, record playoffs NBA.                                               |
| 23               | Magic Johnson (6)     | Lakers de Los Angeles           | 20 avril 1988    | Mavericks de Dallas       | 114–107 | 42  | 8   | 10  | 0   | 1   |                                                                                               |
| 23               | Fat Lever             | Nuggets de Denver               | 21 avril 1989    | Warriors de Golden State  | 139–121 | 42  | 15  | 13  | 5   | 0   | Triple double.                                                                                |
| 23               | John Stockton (6)     | Jazz de l'Utah                  | 12 avril 1990    | Lakers de Los Angeles     | 107–104 | 44  | 15  | 4   | 3   | 0   |                                                                                               |
| 23               | John Stockton (7)     | Jazz de l'Utah                  | 8 décembre 1990  | Clippers de Los Angeles   | 105–95  | 41  | 27  | 3   | 4   | 0   |                                                                                               |
| 23               | John Stockton (8)     | Jazz de l'Utah                  | 29 novembre 1991 | Warriors de Golden State  | 135–108 | 36  | 21  | 2   | 2   | 1   |                                                                                               |
| 23               | John Stockton (9)     | Jazz de l'Utah                  | 17 avril 1992    | Timberwolves du Minnesota | 120–106 | 36  | 9   | 2   | 5   | 0   |                                                                                               |
| 23               | Mookie Blaylock       | Hawks d'Atlanta                 | 6 mars 1993      | Jazz de l'Utah            | 139–118 | 37  | 11  | 0   | 4   | 0   |                                                                                               |
| 23               | John Stockton (10)    | Jazz de l'Utah                  | 25 avril 1996    | Trail Blazers de Portland | 110–102 | 41  | 11  | 2   | 0   | 0   |                                                                                               |
| 23               | Nick Van Exel         | Lakers de Los Angeles           | 5 janvier 1997   | Grizzlies de Vancouver    | 95–82   | 44  | 8   | 8   | 1   | 0   |                                                                                               |
| 23               | Jamaal Tinsley        | Pacers de l'Indiana             | 22 novembre 2001 | Wizards de Washington     | 110–103 | 45  | 19  | 11  | 1   | 1   | Rookie, triple double.                                                                        |
| 23               | Steve Nash            | Suns de Phoenix                 | 29 avril 2007    | Lakers de Los Angeles     | 113–100 | 39  | 17  | 1   | 2   | 1   |                                                                                               |
| 23               | Rajon Rondo (3)       | Celtics de Boston               | 5 janvier 2011   | Spurs de San Antonio      | 105–103 | 43  | 12  | 10  | 6   | 1   | Triple double.                                                                                |
| 23               | Tyrese Haliburton     | Pacers de l'Indiana             | 30 décembre 2023 | Knicks de New York        | 140–126 | 36  | 22  | 5   | 2   | 1   | Record de franchise égalé                                                                     |